# 다중 문턱 CMOS
다중 문턱 CMOS, 멀티 스레숄드 CMOS(Multi-Threshold CMOS)는 지연이나 전력을 최적화하기 위해 여러 임계 전압(Vth)의 트랜지스터가 있는 CMOS 칩 기술의 일종이다. MOSFET의 Vth는 역전층이 절연층(산화물)과 트랜지스터 서브스트레이트(바디) 간 접점에서 형성되는 게이트 전압이다. Vth가 낮은 장치들은 더 빠른 전환이 가능하므로 클럭 시간을 최소화하기 위한 중요한 지연 경로에 유용하다. 단점은 Vth가 낮은 장치들은 정적 유실 전력이 상당히 더 높다는 것이다. Vth가 높은 장치들은 지연 단점을 일으키지 않고 정적 유실 전력을 감소시키기 위한 중요치 않은 경로에 사용된다. Vth가 높은 장치들은 일반적으로 낮은 Vth의 장치들보다 10배까지 정적 유실을 감소시킨다.
다중 문턱 전압의 장치를 만드는 한 방식은 각기 다른 바이어스 전압(Vb)을 트랜지스터의 베이스나 벌크 터미널에 적용하는 것이다. 다른 방식들에는 게이트 산화물의 두께를 조정하는 등의 일이 수반될 수 있다.